# Parvis

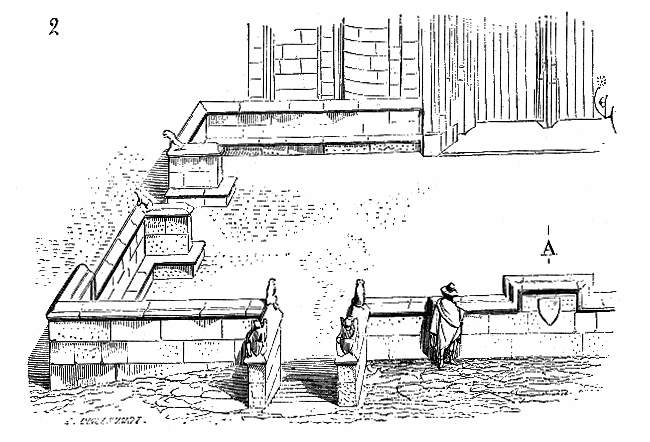
A poitiers-i Sainte-Radegonde-templom 15. századi parvis-ja

A parvis (IPA: pa:rvi) a középkori templomépítészetben a főkapu előtt tervszerűen kialakított nyílt tér. Helyenként kövezett – esetleg megemelt vagy lesüllyesztett – járószintű előudvar, másutt bokrokkal-virágokkal díszített előkert. Rendszerint alacsony fallal, támfallal, ritkábban oszlopfolyosóval vették körbe. A francia eredetű parvis szó középkori forrásokban gyakran paradisus vagy παράδεισος (’Paradicsom’) alakban bukkan fel, mint az Isten házát övező Édenkert szimbóluma. Francia nyelvterületen ma is így nevezik a templomok, székesegyházak előtt kialakított díszteret (pl. a párizsi Parvis Notre-Dame esetében).
A középkori angol templomépítészet kapcsán gyakran parvis, parvise néven említik a nyugati főkapuhoz csatlakozó zömök torony, a westwerk emeleti kápolnáját, illetve bármely kapuépítmény emeleti helyiségét is.